# Estádio Marcantonio Bentegodi
O Stadio Marcantonio Bentegodi (Estádio Marco Antonio Bentegodi em português) é um estádio localizado em Verona, na Itália. É a casa dos clubes de futebol Hellas Verona e do Chievo Verona.
Inaugurado em 15 de dezembro de 1963, tem capacidade para 37.138 torcedores. O nome do estádio é uma homenagem a Marcantonio Bentegodi, um precursor do Desporto da cidade.
Foi palco da comemoração do Scudetto de 1984/1985 pelo Hellas Verona F.C.. Foi utilizado para quatro partidas da Copa do Mundo de 1990.